# Palma Soriano
Palma Soriano är en ort i Kuba.   Den ligger i provinsen Provincia de Santiago de Cuba, i den sydöstra delen av landet, 700 km öster om huvudstaden Havanna. Palma Soriano ligger 152 meter över havet och antalet invånare är 102 826.
Terrängen runt Palma Soriano är huvudsakligen platt, men söderut är den kuperad. Runt Palma Soriano är det ganska tätbefolkat, med 134 invånare per kvadratkilometer. Palma Soriano är det största samhället i trakten. Omgivningarna runt Palma Soriano är en mosaik av jordbruksmark och naturlig växtlighet.